# Ana Konjuh
Ana Konjuh (Dubrovnik, 1997. december 27. –) horvát hivatásos teniszezőnő, kétszeres egyéni és egyszeres páros junior Grand Slam-tornagyőztes, korábbi junior világelső, olimpikon.

## Élete és pályafutása
Ötéves korában kezdett el teniszezni, 16 éves korában már a világranglista első száz helyezettje között volt. Junior pályafutása során megnyerte a 2013-as Australian Open lány egyéni és páros versenyét, valamint a 2013-as US Open lány egyéni versenyét. 2013-ban a junior világranglista élén állt. A felnőttek között a Grand Slam-tornákon legjobb egyéni eredményeként a 2016-os US Openen negyeddöntős volt, párosban 2017-ben Wimbledonban a 3. körig jutott.
Eddigi karrierje során egy egyéni WTA-tornát nyert meg, 2015-ben, 17 éves korában győzött a nottinghami füvespályás tornán, a döntőben a román Monica Niculescut győzve le. Ezen kívül egyéniben három ITF-versenyen végzett az első helyen. Az egyéni világranglistán a legjobb helyezése egyéniben a 20. hely, amelyet 2017. július 31-én ért el, párosban a 176. helyre 2017. július 24-én került.
Horvátország színeiben részt vett a 2016-os riói olimpia női egyes teniszversenyén. Horvátország Fed-kupa-válogatottjának tagja, amelyben először 2013-ban szerepelt.

## Junior Grand Slam döntők (3–1)

### Lány egyéni (2–0)
| Eredmény | Év   | Bajnokság       | Borítás | Ellenfél           | Eredmény         |
| -------- | ---- | --------------- | ------- | ------------------ | ---------------- |
| Győztes  | 2013 | Australian Open | Kemény  | Kateřina Siniaková | 6–3, 6–4         |
| Győztes  | 2013 | US Open         | Kemény  | Tornado Black      | 3–6, 6–4, 7–6(6) |

### Lány páros (1–1)
| Eredmény | Év   | Bajnokság       | Borítás | Partner        | Ellenfél                                 | Eredmény         |
| -------- | ---- | --------------- | ------- | -------------- | ---------------------------------------- | ---------------- |
| Döntős   | 2012 | Wimbledon       | Fű      | Belinda Bencic | Eugenie Bouchard Taylor Townsend         | 4–6, 3–6         |
| Győztes  | 2013 | Australian Open | Kemény  | Carol Zhao     | Olekszandra Korasvili Barbora Krejčíková | 5–7, 6–4, [10–7] |

## WTA-döntői

### Egyéni

#### Győzelmei (1)
| Összesítés           |                        |
| Grand Slam-torna (0) |                        |
| Tier I (0)           | Premier Mandatory* (0) |
| Tier II (0)          | Premier Five* (0)      |
| Tier III (0)         | Premier* (0)           |
| Tier IV (0)          | International* (1)     |
| Tier V (0)           | Challenger* (0)        |

* 2009-től megváltozott a tornák rendszere.
 Az egymás mellett azonos színnel jelölt tornatípusok között nincs teljes mértékű megfelelés.
|    | Dátum            | Torna                                          | Borítás | Ellenfél a döntőben | Eredmény a döntőben |
| 1. | 2015. június 15. | Nottingham Open,Nottingham, Egyesült Királyság | Fű      | Monica Niculescu    | 1–6, 6–4, 6–2       |

#### Elveszített döntői (2)
|    | Dátum           | Torna                            | Borítás | Ellenfél a döntőben | Eredmény a döntőben |
| 1. | 2017. január 7. | ASB Classic, Auckland, Új-Zéland | Kemény  | Lauren Davis        | 3–6, 1–6            |
| 2. | 2021. május 22. | Serbia Open, Belgrád, Szerbia    | Salak   | Paula Badosa        | 2–6, 0–2, feladta   |

## ITF-döntői

### Egyéni: 5 (3–2)
| $100,000 torna |
| $75,000 torna  |
| $50,000 torna  |
| $25,000 torna  |
| $10,000 torna  |

| Eredmény | No. | Dátum              | Torna                      | Borítás    | Ellenfél           | Eredmény         |
| -------- | --- | ------------------ | -------------------------- | ---------- | ------------------ | ---------------- |
| Döntős   | 1.  | 2012. november 5.  | Antalya, Törökország       | Salak      | Jovana Jakšić      | 3–6, 1–6         |
| Döntős   | 2.  | 2013. május 27.    | Maribor, Szlovénia         | Salak      | Polona Hercog      | 6–3, 3–6, 3–6    |
| Győztes  | 1.  | 2013. június 17.   | Montpellier, Franciaország | Salak      | Irina Hromacsova   | 6–3, 6–1         |
| Győztes  | 2.  | 2022. november 20. | Pozsony, Szlovákia         | Kemény (f) | Nigina Abduraimova | 2–6, 6–0, 7–6(2) |
| Győztes  | 3.  | 2022. november 27. | Ortisei, Olaszország       | Kemény (f) | Viktória Kužmová   | 3–6, 7–5, 7–6(2) |

### Páros: 1 (0–1)
| $100,000 torna |
| $75,000 torna  |
| $50,000 torna  |
| $25,000 torna  |
| $10,000 torna  |

| Eredmény | No. | Dátum            | Torna                        | Borítás | Partner       | Ellenfél                         | Eredmény    |
| -------- | --- | ---------------- | ---------------------------- | ------- | ------------- | -------------------------------- | ----------- |
| Döntős   | 1.  | 2013. július 15. | Contrexéville, Franciaország | Salak   | Silvia Njirić | Vanesa Furlanetto Amandine Hesse | 6–7(3), 4–6 |

## Eredményei Grand Slam-tornákon

### Egyéni
| Grand Slam | Australian Open | Australian Open      | Roland Garros  | Roland Garros      | Wimbledon      | Wimbledon           | US Open        | US Open           |
| Év         | Eredmény        | Utolsó ellenfél      | Eredmény       | Utolsó ellenfél    | Eredmény       | Utolsó ellenfél     | Eredmény       | Utolsó ellenfél   |
| 2014       | 1. kör          | Li Na                | Selejtező(Q2)  | Selejtező(Q2)      | 3. kör         | Caroline Wozniacki  | Selejtező(Q1)  | Selejtező(Q1)     |
| 2015       | 1. kör          | Magdaléna Rybáriková | 2. kör         | I-C Begu           | 1. kör         | Alizé Cornet        | 2. kör         | Darja Kaszatkina  |
| 2016       | 2. kör          | Darja Kaszatkina     | 2. kör         | Dominika Cibulková | 2. kör         | Agnieszka Radwańska | Negyeddöntő    | Karolína Plíšková |
| 2017       | 2. kör          | Daria Gavrilova      | 2. kör         | Magda Linette      | 4. kör         | Venus Williams      | 1. kör         | Ashleigh Barty    |
| 2018       | –               | –                    | 1. kör         | C Suárez Navarro   | 1. kör         | Claire Liu          | –              | –                 |
| 2019       | –               | –                    | –              | –                  | –              | –                   | –              | –                 |
| 2020       | –               | –                    | –              | –                  | elmaradt       | elmaradt            | –              | –                 |
| 2021       | Selejtező (Q3)  | Selejtező (Q3)       | 1. kör         | Arina Szabalenka   | 1. kör         | S Sorribes Tormo    | 1. kör         | Leylah Fernandez  |
| 2022       | 2. kör          | Danielle Collins     | –              | –                  | –              | –                   | 1. kör         | B Haddad Maia     |
| 2023       | Selejtező (Q1)  | Selejtező (Q1)       | Selejtező (Q1) | Selejtező (Q1)     | Selejtező (Q2) | Selejtező (Q2)      | –              | –                 |
| 2024       | –               | –                    | –              | –                  | –              | –                   | Selejtező (Q3) | Selejtező (Q3)    |
| 2025       | Selejtező (Q1)  | Selejtező (Q1)       |                |                    |                |                     |                |                   |

### Páros
| Grand Slam | Australian Open       | Australian Open                     | Roland Garros        | Roland Garros                     | Wimbledon            | Wimbledon                       | US Open                 | US Open                              |
| Év         | Eredmény Partner      | Utolsó ellenfél                     | Eredmény Partner     | Utolsó ellenfél                   | Eredmény Partner     | Utolsó ellenfél                 | Eredmény Partner        | Utolsó ellenfél                      |
| 2015       | –                     | –                                   | –                    | –                                 | 2. kör Darija Jurak  | R Kops-Jones Abigail Spears     | 1. kör Denisa Allertová | Karin Knapp Roberta Vinci            |
| 2016       | –                     | –                                   | 2. kör Darija Jurak  | M Gaszparjan Sz Kuznyecova        | –                    | –                               | –                       | –                                    |
| 2017       | 1. kör Belinda Bencic | Caroline Garcia Kristina Mladenovic | 2. kör Magda Linette | Lucie Hradecká Kateřina Siniaková | 3. kör B Haddad Maia | Csan Hao-csing Monica Niculescu | 1. kör B Haddad Maia    | Kristina Mladenovic A Pavljucsenkova |

## Év végi világranglista-helyezései
| Év     | 2013 | 2014 | 2015 | 2016 | 2017 | 2018 | 2019  | 2020 | 2021 | 2022 | 2023 |
| Egyéni | 274. | 90.  | 80.  | 48.  | 44.  | 418  | 1270. | 540. | 66.  | 136. | 225. |
| Páros  | 582. | 888. | 355. | 385. | 191. | –    | –     | –    | –    | 498. | –    |